# Swietenia macrophylla
Espèce
Statut de conservation UICN

 EN A2acd : En danger
Statut CITES

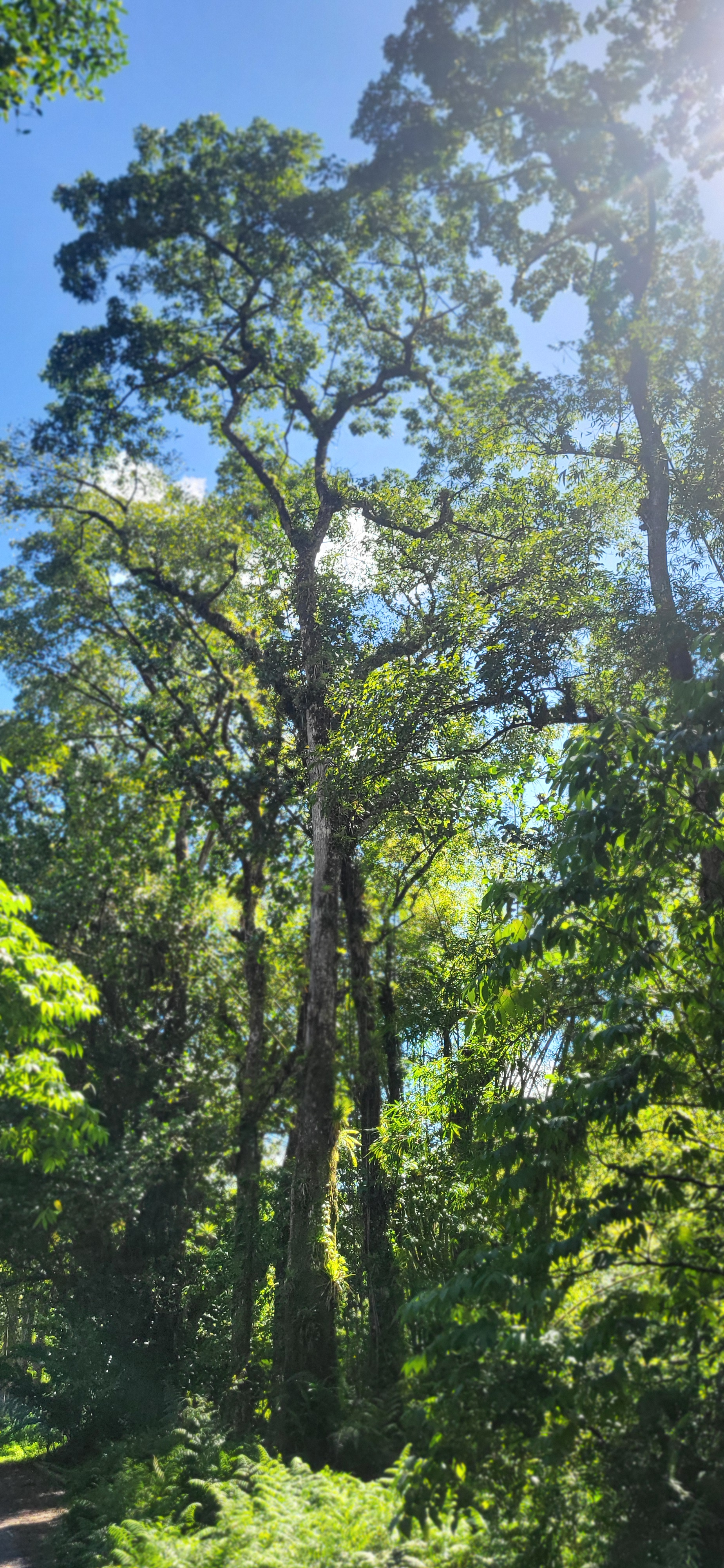
Mahogany grandes feuilles à Coeur Bouliki en Martinique

Swietenia macrophylla est une des espèces des plantes à fleurs de la famille des Meliaceae. C'est un arbre aussi appelé acajou du Honduras ou acajou du Brésil, ou encore  mahogany grandes feuilles,
C'est l'espèce de Swietenia dont l'aire de répartition est la plus étendue, en Amérique centrale continentale et en Amérique du Sud. Il est originaire  d'une zone allant du Mexique à la Bolivie et au Brésil. C'est un arbre qui pousse principalement dans le biome tropical humide. C'est l'espèce la plus fréquemment utilisée de ce genre aux temps modernes pour produire le bois précieux d'acajou (l'acajou historique provient de Swietenia mahagoni ou acajou des Antilles, tandis que'autres genres de la famille des Méliacées produisent aussi de l'« acajou » de nos jours, comme Khaya en Afrique). Intensément exploité, cet arbre a pratiquement disparu dans de nombreuses régions de son aire naturelle, mais celle-ci est vaste et il a par ailleurs été introduit dans d'autres régions tropicales du monde où il se montre parfois invasif. Cette espèce est classée comme « vulnérable » par l'UICN et elle fait l'objet de restrictions de son commerce par la CITES.

## Description

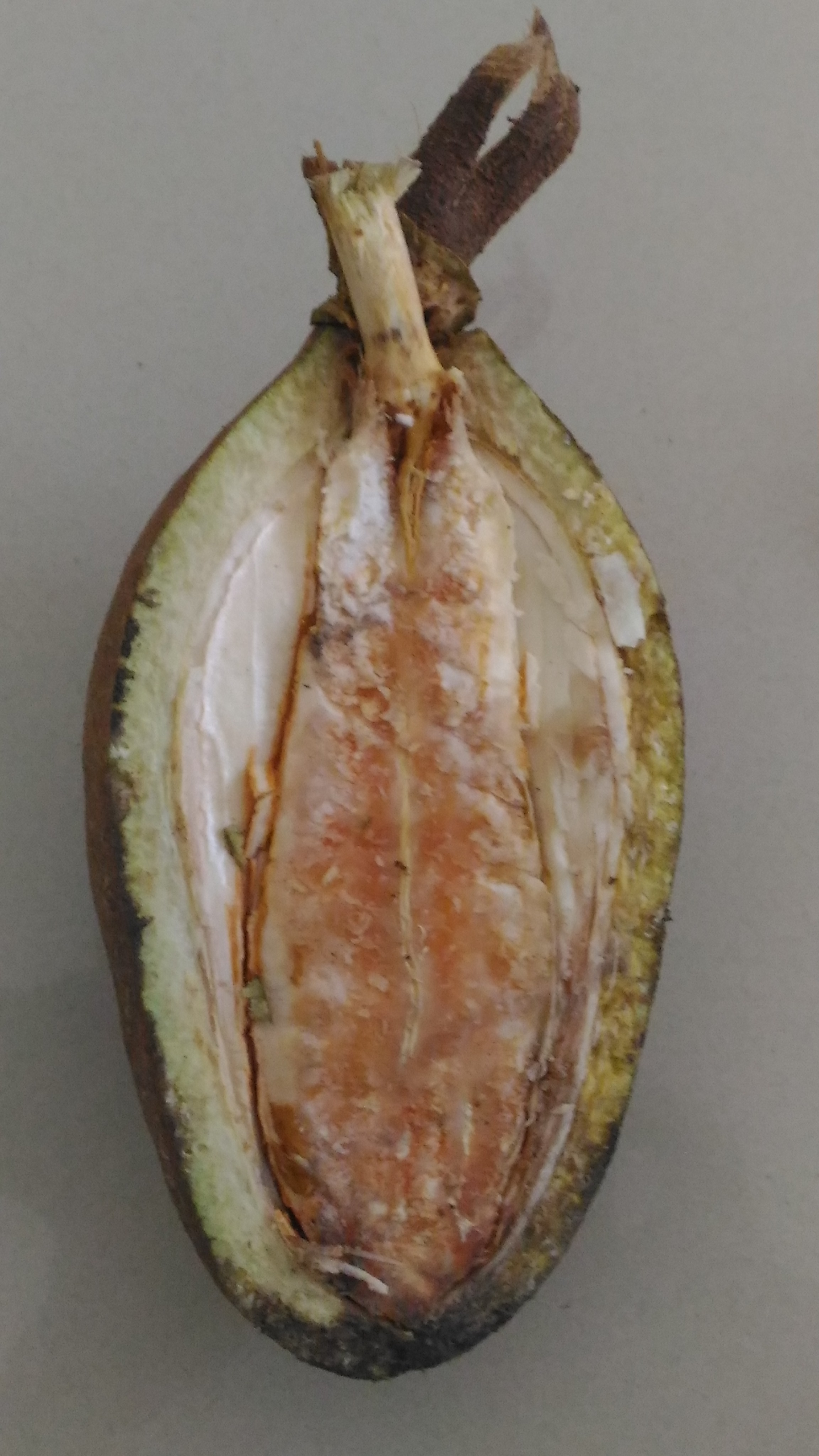
Coupe du fruit de mahogany

Arbre droit de 15 à 30 m de haut. Son écorce assez claire est rugueuse et fissurée
Les feuilles sont formées de 6 à 12 folioles. Les fleurs sont petites, jaunes verdâtre et odorantes.
Le fruit dur et marron, en forme de poire, mesure de 14 à 16 cm et son diamètre est de 6 cm. A maturité il s'ouvre par la base en 5 valves charnues qui contiennent de nombreuses graines plates pourvues d'une membrane.

## Utilisation
Son bois est utilisé en ébénisterie et en construction navale, ainsi qu'en lutherie. Il est prisé pour sa beauté et sa résistance aux moisissures. Comme il pousse plus vite que l'espèce proche à petites feuilles (Swietenia mahagoni), il a été fortement planté et est devenu invasif dans certaines régions. Au Mexique, un grand tronc de cet arbre peu rapporter un bénéfice net de plus de 1 000 dollars américains. Le Langley Twin de 1941 fut construit en plis d'acajou du Honduras moulés. 
Il est aussi utilisé comme aliment pour les animaux, comme médicament et comme aliment pour les invertébrés. Il est également utilisé pour l'environnement et pour l'alimentation.